# متلیکا (بلغارستان)
متلیکا (به بلغاری: Metlika) یک منطقهٔ مسکونی در بلغارستان است که در شهرستان کروموفگراد واقع شده‌است.